# Zbigniew Skowroński (bobsleista)
Zbigniew Jan Skowroński (ur. 24 czerwca 1925 w Przemyślu, zm. 24 lutego 1992 w Krynicy) – polski bobsleista, saneczkarz, działacz sportowy, olimpijczyk z Cortina d’Ampezzo 1956.
Czołowy bobsleista lat 50. XX wieku. Mistrz Polski w dwójkach saneczkowych w roku 1949.
Na Igrzyskach olimpijskich w 1956 r. wystartował zarówno w dwójkach zajmując 19. miejsce (w parze ze Aleksym Koniecznym podobnie jak pięć innych zespołów nie zostali dopuszczeni do ostatniego ślizgu ze względów bezpieczeństwa) jak i w czwórkach (w których wystąpił tylko w dwóch pierwszych ślizgach) zajmując 21. miejsce.